# Laguna La Señoraza
La Laguna La Señoraza es realmente un lago ubicado en la comuna de Laja (Chile) en la Región del Biobío, en el sector sureste de la ciudad. El 46 % del perímetro del lago se encuentra rodeado por zona urbana. Su costanera es un lugar agradable para caminatas, donde en temporada estival se desarrollan actividades artísticas y culturales. A pesar de que sus aguas son aptas para la práctica de deportes náuticos, las disciplinas motorizadas están prohibidas debido al daño que ocasionan a los nidos de las aves silvestres ubicados en los totorales.

## Leyenda de la laguna
existen muchas versiones de leyendas locales con respecto al nombre de este lago, pero son dos las versiones que más se repiten entre las personas:
- En siglo XVI, Inés de Suárez, viajó a estas tierras en busca de un amor perdido, para terminar enamorada nada menos que de Pedro de Valdivia. Pero ese era un amor prohibido, porque el conquistador estaba ya casado, de modo que finalmente doña Inés termina casada con Rodrigo de Quiroga. El nombre de la laguna se debe a que Don Pedro de Valdivia ve a doña Inés de Suárez bañándose desnuda bajo las estrellas y en la oscuridad de una cálida noche en las aguas del lago, Don Pedro suspiró profundamente enamorado de ese amor prohibido y dijo Inés del alma mía eres una Señoraza.[1]

- Se dice que la dueña más antigua de los alrededores del lago, una mujer hermosa que solía dar órdenes a sus trabajadores montada en un caballo que cabalgaba imponente y señorial. Esta, fue engañada por un afuerino al que le entregó su amor, y de ahí viene esta leyenda de "la laguna" que siempre se lleva un hombre afuerino con ella, a sus profundidades.[2]

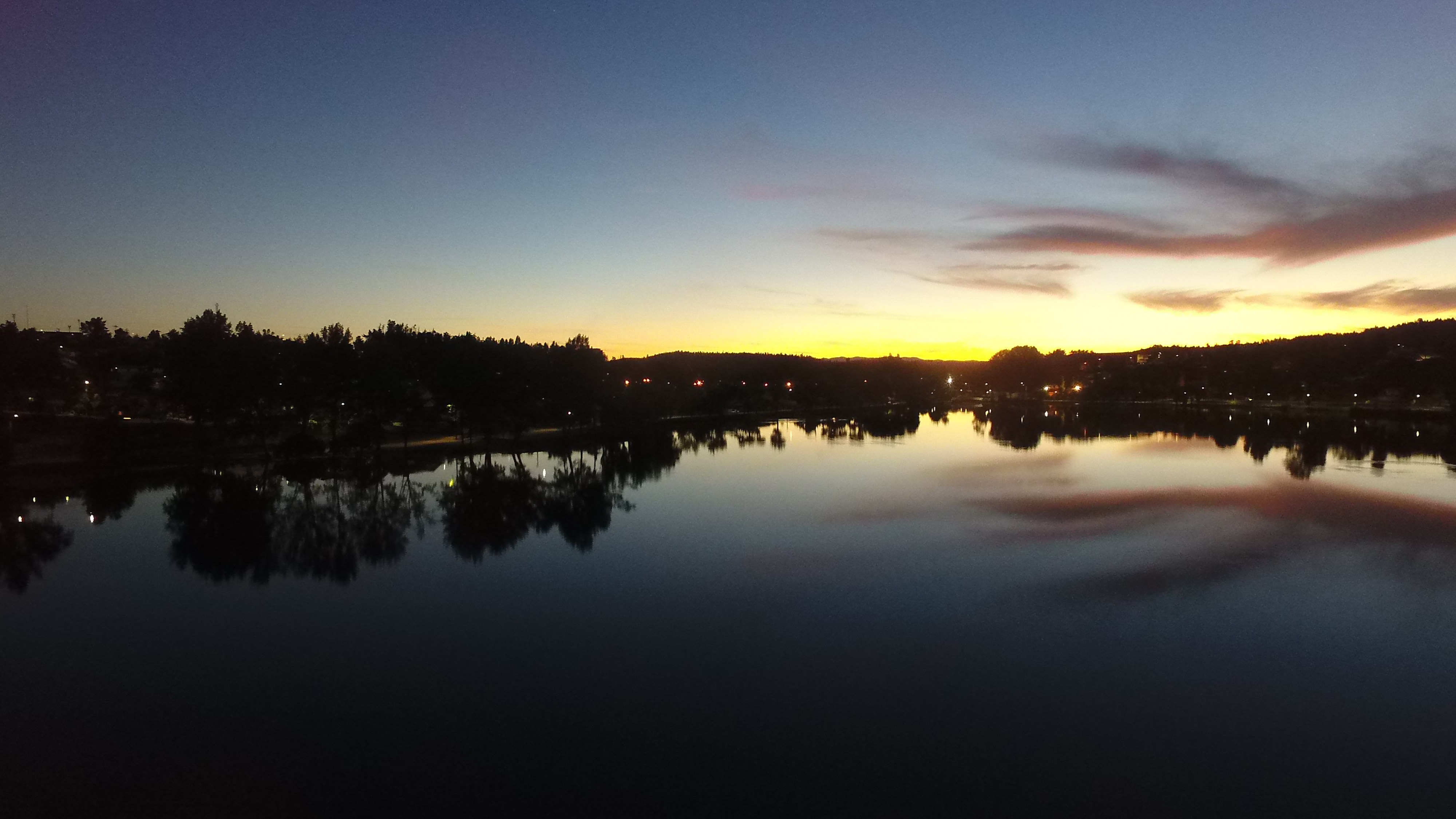
Laguna al atardecer